# Zambrana
Zambrana es un municipio español de la provincia de Álava, en la comunidad autónoma del País Vasco.

## Toponimia
Según la hipótesis desarrollada por Julio Caro Baroja los topónimos vasco-navarros con desinencia -ana designan antiguas villas romanas de carácter urbano. Según dicha hipótesis el patrón de denominación de las villas estaría formado por el nombre propio de su propietario original seguido del sufijo -anus que denota posesión, declinado en este caso como acusativo femenino -ana. Zambrana es una de las localidades citadas por Caro Baroja como parte de este grupo de topónimos, aunque en su caso particular no llegó a proponer el nombre que estaría detrás del topónimo.
Dentro del término de Zambrana se encontraron en 1981 algunos restos arqueológicos datados en la época Romana y en la Alta Edad Media, lo que daría verosimilitud a esta hipótesis.
La mención más antigua de esta localidad data del Becerro Galicano de San Millán (1058), donde se la cita como Cembrana. En 1081 aparece como Zembrana y en 1257 como Çembrana. En el siglo XVIII aparece escrito todavía como Cembrana; por lo que se puede deducir que la actual forma Zambrana es relativamente reciente.
Según la Real Academia de la Lengua Vasca en este idioma el nombre correcto de la localidad es Zanbrana. Esta denominación no tiene carácter oficial.

## Demografía
Zambrana cuenta con una población de 442 habitantes (INE 2024).
| Gráfica de evolución demográfica de Zambrana entre 1842 y 2021 |
| |
| Población de derecho según los censos de población del INE Población de hecho según los censos de población del INEEntre el censo de 1930 y el anterior, crece el término del municipio porque incorpora a 01508 (Berganzo) y 01519 (Ocio) |

| Gráfica de evolución demográfica de Zambrana entre 1988 y 2022 |
|                                                                |

## Administración y política

### Gobierno municipal
| Partido político                                              | 2015  | 2015       | 2011  | 2011       | 2007  | 2007       | 2003    | 2003       | 1999  | 1999       | 1995  | 1995       | 1991  | 1991       |
| Partido político                                              | %     | Concejales | %     | Concejales | %     | Concejales | %       | Concejales | %     | Concejales | %     | Concejales | %     | Concejales |
| Agrupación Independiente de Zambrana (AIZ)                    | 57,83 | 4          | 59,42 | 5          | 35,18 | 3          | —       | —          | —     | —          | —     | —          | —     | —          |
| Partido Popular del País Vasco (PP)                           | 24,90 | 2          | 19,57 | 1          | 16,21 | 1          | 36,15   | 3          | 26,74 | 2          | 14,23 | 1          | 3,69  | 0          |
| Euzko Alderdi Jeltzalea-Partido Nacionalista Vasco (EAJ-PNV)  | 13,65 | 1          | 19,57 | 1          | 45,06 | 3          | 57,69   | 4          | 51,65 | 4          | 58,89 | 4          | 66,08 | 5          |
| Partido Socialista de Euskadi-Euskadiko Ezkerra (PSE-EE PSOE) | 1,20  | 0          | 1,09  | 0          | 1,58  | 0          | 5,77    | 0          | —     | —          | —     | —          | —     | —          |
| Eusko Alkartasuna (EA)                                        | —     | —          | —     | —          | 1,19  | 0          | Con PNV | Con PNV    | 19,05 | 1          | —     | —          | —     | —          |
| Unidad Alavesa (UA)                                           | —     | —          | —     | —          | —     | —          | 0,00    | 0          | 1,83  | 0          | 26,09 | 1          | 29,01 | 2          |

### Organización territorial
El municipio está formado por cuatro concejos:
| Concejo  | Nombre oficial    | 2000 | 2005 | 2010 | 2015 | 2019 |
| -------- | ----------------- | ---- | ---- | ---- | ---- | ---- |
| Berganzo | Berganzo          | 42   | 42   | 50   | 44   | 38   |
| Ocio     | Ocio              | 42   | 34   | 42   | 32   | 34   |
| Portilla | Portilla/Zabalate | 21   | 19   | 11   | 14   | 15   |
| Zambrana | Zambrana          | 259  | 272  | 280  | 316  | 323  |
| Total    | Total             | 364  | 367  | 383  | 406  | 410  |

## Patrimonio

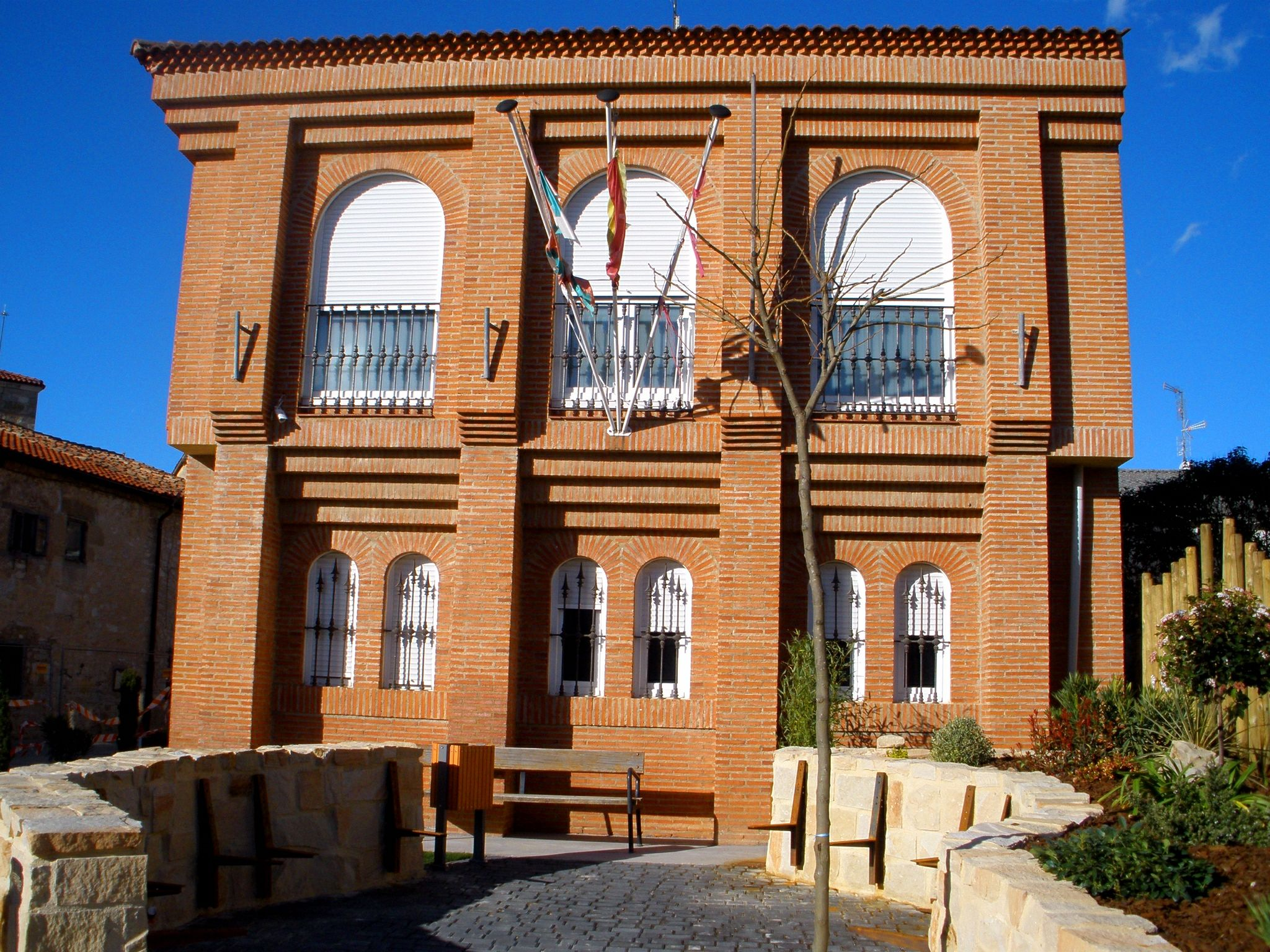
Ayuntamiento de Zambrana

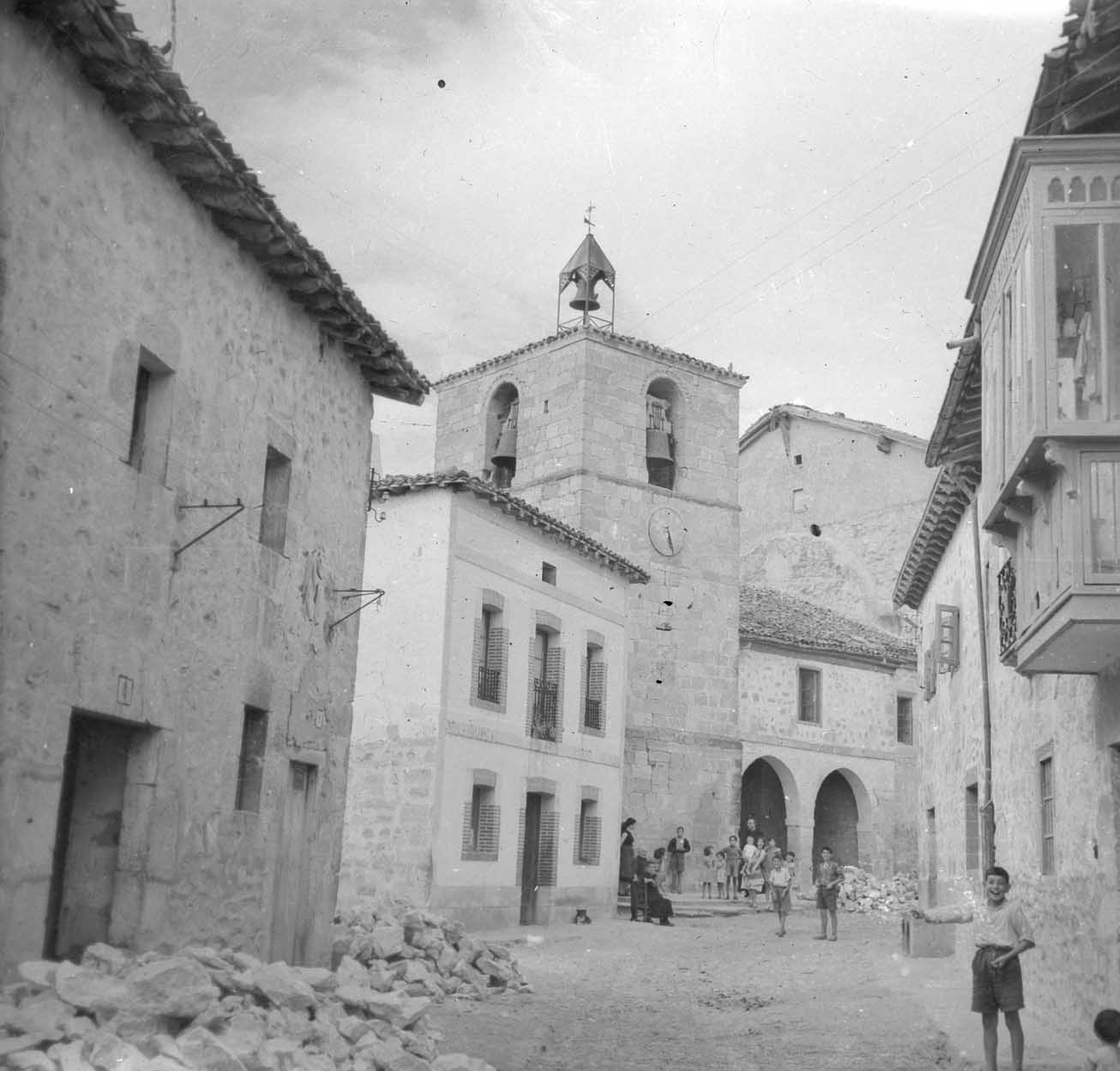
La iglesia de Santa Lucía en 1956. Foto: Indalecio Ojanguren

- Castillo de Lanos, en el concejo de Ocio
- Castillo de Portilla, en el concejo de Portilla
- Ruta del agua de Berganzo.[8]
- Ruta de los castillos PR-A 34.[9]
- Monte Txulato[10]